# Dánský červený skot
Dánský červený skot je plemeno skotu z Jutského poloostrova. Na začátku šedesátých let 20. století tvořil přes 60 % veškerého stavu skotu v Dánsku, ale pak byl vytlačen užitkovějším holštýnským skotem. Plemeno je příbuzné dalším evropským červeným plemenům a je s nimi kříženo, používá se k zušlechtění a oživení krve anglerského skotu, polské, české červinky a dalších. Plemeno samotné bylo v 70. letech zlepšováno plemenem brown swiss.
Je to plemeno středního tělesného rámce, mléčného užitkového typu, celoplášťově červené barvy. V roce 1977 činila mléčná užitkovost krav za laktaci 5240 kg mléka s obsahem 4,17 % tuku.